# Podgórze Kraków

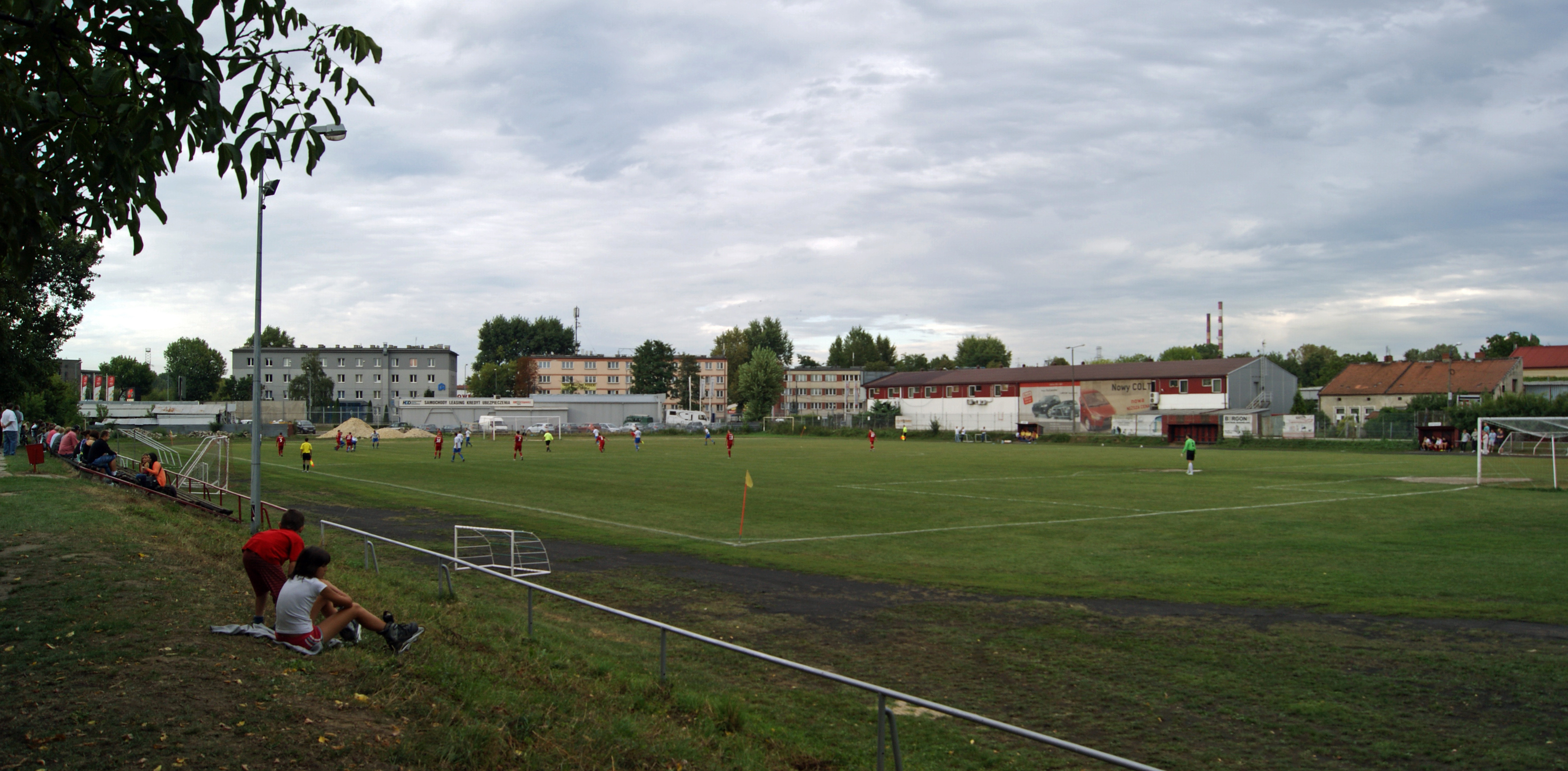
Stadion KS Podgórze

Podgórze Kraków – klub sportowy z Podgórza. Powstał w 1913 roku i jest jednym z najstarszych klubów dzielnicowych w Polsce. W „Tabeli wszech czasów Ligi polskiej lata 1927-2015” Przeglądu Sportowego zajmuje 69 miejsce.
 Żeńska drużyna piłki nożnej występuje obecnie w II lidze, męska w klasie A.

## Historia
W 1913 roku Rudolf Kropatsch, Władysław Hausner, Wiktor Offen, Wilhelm Majcher oraz Franciszek Kozieł założyli klub sportowy SKS Olimpia, przemianowany w kilka miesięcy później na KS Podgórze. Motywem powstania piłkarskiego klubu sportowego było umożliwienie mieszkańcom Podgórza uprawiania, coraz bardziej popularnego sportu. Tworzyło to wówczas coraz większe poczucie, już i tak silnie rozwiniętego patriotyzmu lokalnego.
Pierwszy stadion Podgórza otwarto 10 lat po powstaniu klubu. Okres największych sukcesów przypadł na lata 30. XX wieku, wtedy to męska drużyna piłkarska grała w ekstraklasie, nazywanej wówczas „Ligą”. Czterech zawodników Podgórza reprezentowało Polskę podczas meczów międzynarodowych (Mieczysław Koczwara, Franciszek Hausner, Antoni Dzierwa).
W czasie II wojny światowej grali oni na emigracji w drużynie Armii Polskiej, która pokonała m.in. Anglię (4:0) i Irak (6:1). Czasy powojenne nie przyniosły już klubowi większych sukcesów. Powstawały (szczególnie w latach 50.) liczne sekcje sportowe, ale trzeba było czekać dopiero do lat 90., aby klub mógł znów odnosić sukcesy. Stało się to za sprawą piłkarskiej drużyny kobiecej i jej występów w I lidze kobiet.
W ostatnich sezonach Podgórze odnotowuje postęp piłkarzy za sprawą trenera, byłego piłkarza Wisły Kraków, Grzegorza Patera. Po sezonie 2010/11 klub, wskutek likwidacji V ligi w Malopolsce, awansował o 2 szczeble rozgrywkowe z 8 na 6 poziom.

## Statystyki

### Przedwojenne sezony
| sezon   | oficjalna nazwa ligi | lokata/ogółem | gry | zw-rem-por | bramki | pkt | uwagi                                                          |
| 1920    | B klasa Kraków       | 4/6           | 10  | ?          | ?      | 9   | Mistrzostw Polski nie dokończono                               |
| 1921    | B klasa Kraków       | 2/7           | 12  | ?          | ?      | 15  |                                                                |
| 1922    | B klasa gr.II Kraków | 1/5           | 8   | ?          | ?      | ?   | porażka w eliminacjach do A klasy                              |
| 1923    | B klasa Kraków       | 5/9           | 16  | ?          | ?      | ?   |                                                                |
| 1924-25 | B klasa Kraków       | 1/?           | ?   | ?          | ?      | ?   | porażka w eliminacjach do A klasy                              |
| 1926    | B klasa Kraków       | 1/?           | ?   | ?          | ?      | ?   |                                                                |
| 1927    | Liga Okręgowa Kraków | 3/11          | 20  | ?          | ?      | ?   | od tego sezonu wprowadzono rozgrywki ligowe                    |
| 1928    | A klasa Kraków       | 2/11          | 20  |            | ?      | 32  |                                                                |
| 1929    | A klasa Kraków       | 1/10          | 18  | ?          | ?      | ?   | porażka w eliminacjach do Ligi                                 |
| 1930    | A klasa Kraków       | 4/12          | 22  | ?          | ?      | ?   |                                                                |
| 1931    | A klasa gr.I Kraków  | 1/8           | 14  | ?          | ?      | 20  | porażka w eliminacjach do Ligi                                 |
| 1932    | A klasa gr.I Kraków  | 1/5           | 8   | ?          | ?      | ?   | awans po eliminacjach do Ligi                                  |
| 1933    | Liga                 | 10/12         | 20  | 5-2-13     | 19-50  | 17  | gr."zachodnia”, później"spadkowa”                              |
| 1934    | Liga                 | 11/12         | 22  | 6-3-13     | 37-53  | 15  | spadek                                                         |
| 1935    | A klasa              | 1/10          | 9   | ?          | 28-8   | 21  | porażka w eliminacjach do Ligi                                 |
| 1935/36 | A klasa gr. finałowa | 2/3           | 4   | ?          | ?      | ?   | w zw. z el.o Ligę i systemem jesień-wiosna, od razu w finałach |
| 1936/37 | Liga Okręgowa        | 1/12          | 22  | ?          | 105-38 | 49  | porażka w eliminacjach do Ligi                                 |
| 1937/38 | Liga Okręgowa        | 7/12          | 22  | ?          | ?      | 19  |                                                                |
| 1938/39 | Liga Okręgowa        | 7/11          | 20  | ?          | ?      | 18  |                                                                |

### Podgórze współcześnie
| Sezon                   | Liga                            | Pozycja | Punkty | Bramki | Uwagi  |
| ----------------------- | ------------------------------- | ------- | ------ | ------ | ------ |
| 1998/99                 | Liga okręgowa (grupa Kraków)    | 15      | 36     | 38:53  | spadek |
| 1999/00                 | Klasa A (grupa Kraków II)       | 8       | 30     | 33:39  |        |
| 2000/01                 | Klasa A (grupa Kraków II)       | 8       | 39     | 48:46  |        |
| 2001/02                 | Klasa A (grupa Kraków II)       | 6/14    | 42     | 55:47  |        |
| 2002/03                 | Klasa A (grupa Kraków II)       | 4/14    | 43     | 57:54  |        |
| 2003/04                 | Klasa A (grupa Kraków II)       | 14/14   | 12     | 32:73  | spadek |
| 2004/05                 | Klasa B (grupa Kraków I)        | 5/13    | 39     | 59:50  |        |
| 2005/06                 | Klasa B (grupa Kraków I)        | 5/14    | 45     | 55:40  |        |
| 2006/07                 | Klasa B (grupa Kraków II)       | 5/12    | 35     | 47:36  |        |
| 2007/08                 | Klasa B (grupa Kraków II)       | 1/12    | 60     | 94:16  |        |
| reorganizacja rozgrywek |                                 |         |        |        |        |
| 2008/09                 | Klasa A (grupa Kraków II)       | 9/16    | 40     | 48:49  |        |
| 2009/10                 | Klasa A (grupa Kraków II)       | 8/16    | 42     | 47:45  |        |
| 2010/11                 | Klasa A (grupa Kraków II)       | 1/16    | 62     | 79:35  | awans  |
| reorganizacja rozgrywek |                                 |         |        |        |        |
| 2011/12                 | Liga Okręgowa (grupa Kraków I)  | 4/16    | 52     | 54:33  |        |
| 2012/13                 | Liga Okręgowa (grupa Kraków I)  | 2/17    | 60     | 70:43  |        |
| 2013/14                 | Liga Okręgowa (grupa Kraków II) | 5/12    | 38     | 53:35  |        |
| 2014/15                 | Liga Okręgowa (grupa Kraków II) | 6/13    | 34     | 46:40  |        |
| 2015/16                 | Liga Okręgowa (grupa Kraków II) | 11/14   | 26     | 42:57  |        |
| 2016/17                 | Liga Okręgowa (grupa Kraków II) | 14/14   | 20     | 36:61  | spadek |
| 2017/18                 | Klasa A (grupa Kraków II)       | 2/14    | 56     | 86:31  |        |
| 2018/19                 | Klasa A (grupa Kraków III)      | 4/14    | 43     | 46:41  |        |
| 2019/20                 | Klasa A (grupa Kraków III)      | 7/14    | 18     | 30:23  |        |
| 2020/21                 | Klasa A (grupa Kraków III)      | 8/15    | 40     | 59:60  |        |
| 2021/22                 | Klasa A (grupa Kraków III)      | 8/14    | 32     | 44:66  |        |
| reorganizacja rozgrywek |                                 |         |        |        |        |
| 2022/23                 | Klasa A (grupa Kraków III)      | 10/14   | 29     | 46:63  |        |
| 2023/24                 | Klasa A (grupa Kraków III)      | 6/14    | 41     | 67:57  |        |
| 2024/25                 | Klasa A (grupa Kraków III)      | 12/14   | 25     | 57:54  |        |

| Oznaczenie kolorami |
| ------------------- |
| I poziom ligowy     |
| II poziom ligowy    |
| III poziom ligowy   |
| IV poziom ligowy    |
| V poziom ligowy     |
| VI poziom ligowy    |
| VII poziom ligowy   |
| VIII poziom ligowy  |
| IX poziom ligowy    |